# Antonio Fernández Villamil
Antonio Fernández Villamil fue un militar de origen español con actuación en la Guerra de Independencia Argentina, donde luchó en el bando realista.

## Biografía
Hay referencias a un teniente coronel de infantería del Regimiento Fijo de México, de nombre Antonio Fernández Villamil, nacido en Ceuta donde casó con Gabriela Antonia Curiel y Monsalve, nacida en Algeciras, y de un capitán de ese nombre en 1792 en viaje de México a Cádiz pero no es segura su identidad o relación con el militar de la biografía.
En 1810 tenía el grado de Capitán de milicias y se encontraba cumpliendo funciones en Buenos Aires. En tanto oficial Real, fue invitado a concurrir al Cabildo Abierto del 22 de mayo, donde votó por mantener la continuidad en su cargo del Virrey Baltasar Hidalgo de Cisneros con todas las facultades que teóricamente le correspondían. No obstante, se mostró conforme con el voto del oidor Manuel José de Reyes en el sentido de que podrían nombrarse también como adjuntos al gobierno de Cisneros al alcalde de 1.º voto Juan José Lezica y al síndico procurador Julián de Leyva.
Tras la revolución del 25 de mayo y la conformación de la Primera Junta, Villamil pasó a Montevideo, convertido en baluarte realista y allí con el grado de Sargento mayor se desempeñó como comandante del Regimiento Provincial de Caballería de Montevideo, agregado a la artillería con motivo del sitio. Fue capturado tras la caída de la ciudad en 1814 e internado en el centro de detención de Las Bruscas.
Consiguió pasar a Buenos Aires alegando ser "casado con una de las principales señoras del país, cargado de familia", pudiendo luego salir de las Provincias Unidas del Río de la Plata. Redactó alrededor de 1818 junto a Juan Ángel Michelena y el teniente coronel Ambrosio del Gallo uno de los memoriales enviados a la corona en 1820, titulado "Breve resumen de los padecimientos de los oficiales realistas prisioneros bajo el gobierno subversivo de Buenos Aires", criticando las condiciones de confinamiento en dicho campo de prisioneros.